# Ett anstötligt liv

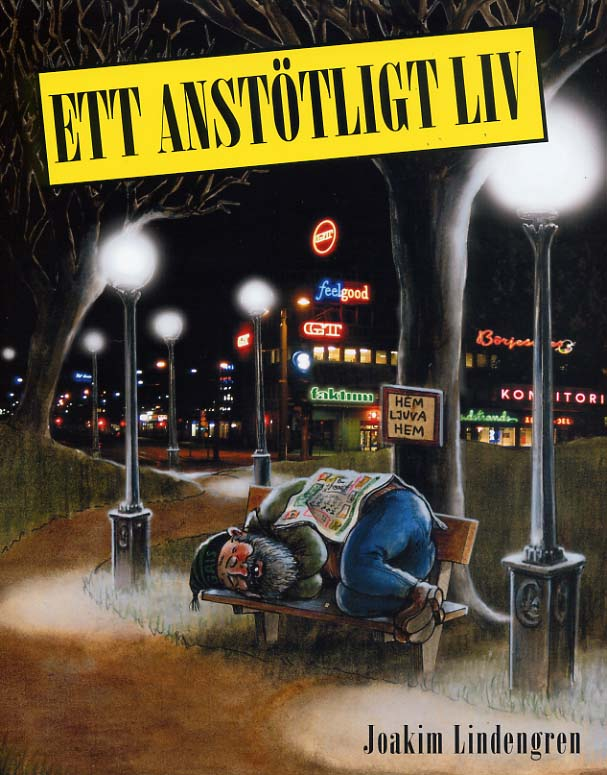
Ett anstötligt liv

Ett anstötligt liv är en serie om livet på Göteborgs skuggsida. Serien är skapad av Joakim Lindengren för Faktum, där den publicerats sedan 2002. 2007 samlades ett urval av serien i albumet Ett anstötligt liv, utgivet av Faktum och Joakim Lindengren i samarbete.
Serien kretsar kring uteliggaren Skrubbefar och dennes hemlösa vänner, däribland gitarrtrubaduren Hippie-Gunnar. Också Lindengrens tidigare figur Pundar-Percy från albumet "En dag på herrturken/Fryst kalkon" gästspelar i serien liksom (som vanligt) tecknaren själv. 